# Det falsterske dige
Det falsterske dige er et dige på det sydlige Falster, der blev anlagt fra 1873-1875 for at beskytte mod oversvømmelse. Diget inddæmmer området Bøtø Nor og blev opført efter stormfloden 1872, der oversvømmede store dele af Lolland-Falster og druknede 80 mennesker. I 1873 blev der vedtaget en lov om opførsel af nye digeanlæg, der også omfattede det noget længere lollandske dige, der stod færdigt allerede i 1878.
Diget blev anlagt fra Elkenøre og Gedser på Falsters østkyst.
Diget vedligeholdes i dag af et digelaug, og midlerne kommer fra en såkaldt digeskat, der omfatter 8.037 ejendomme. Udgifterne til opførsel af digerne blev dog allerede med loven fra 1873 bestemt til at bliver fordelt med 40% fra staten, 24% fra amtet og de resterende 36% fra ejerne af de ejendomme, der blev beskyttet mod oversvømmelse fra havet.